# Андреев нунатак
Вижте пояснителната страница за други значения на Андреев.
Андреев нунатак (на английски: Andreev Nunatak) е скалист рид в ледника Пънчбоул на бряг Оскар II, Антарктически полуостров.
Наименуван в чест на Валентин Андреев (лекар на българската база „Св. Климент Охридски“ през 2000 – 2001 г. и командир на базата през следващи летни сезони) през 2012 г.

## Описание
Издига се на височина 2800 m, като 600 m са в лед. Разположен е на 2,8 km източно от връх Свети Ангеларий в хребета Метличина, 5,4 km югоизточно от прохода Вишна, 4,7 km западно от Чакъров връх в Поибренските възвишения и 6,8 km на север-северозапад от нос Дирало.

## Картографиране
Британско картографиране от 1964 г.

## Карти
- Antarctic Digital Database (ADD). Scale 1:250000 topographic map of Antarctica. Scientific Committee on Antarctic Research (SCAR). Since 1993, regularly upgraded and updated.